# Павлинче Честойнова
Павлинче Честойнова (на македонска литературна норма: Павлинче Честојнова) е политик от Северна Македония.

## Биография
Родена е на 15 март 1974 година в град Титов Велес, тогава във Социалистическа федеративна република Югославия. Завършва Факултет за предучилищно образование, а след това магистартура по човешки ресурси.
В 2016 година е избрана за депутат от ВМРО – Демократическа партия за македонско национално единство в Събранието на Република Македония.